# Novaïa jizn (1917-1918)

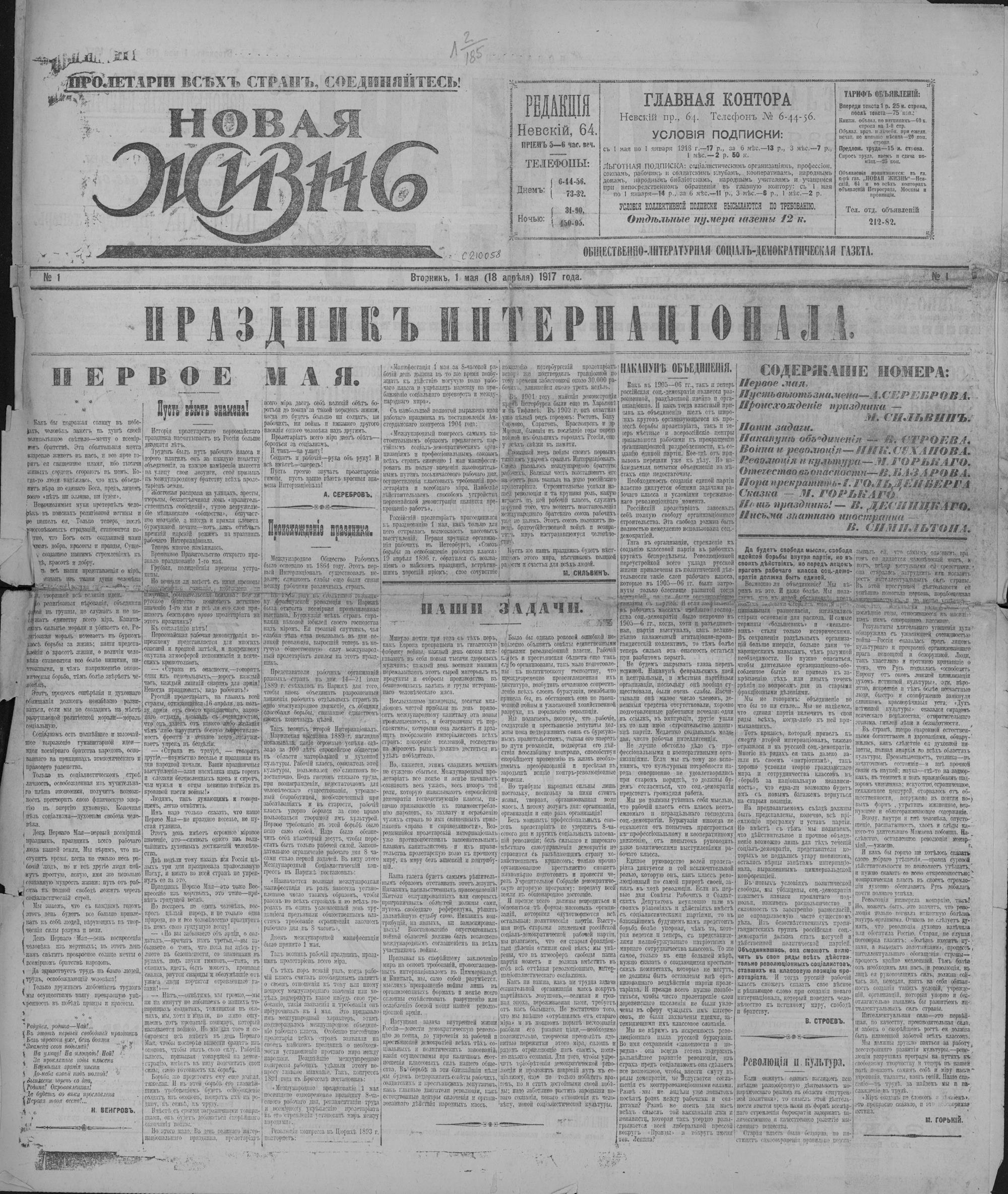
Novaïa jizn (1917-1918), premier numéro du Ier mai 1917

Novaïa jizn (1917-1918) (en russe : Новая жизнь, signifiant en français : Nouvelle vie) est un quotidien social et littéraire social-démocrate, publié en 1917-1918 à Petrograd en Russie. Au début du mois de septembre 1917 la publication a été momentanément suspendue et c'est le journal Svobodnaïa jizn qui paraît (du 2 septembre 1917 au 8 septembre 1917). Du 1er juin 1918 au 3 juin 1918 une édition de même nom est publiée à Moscou. Son titre est repris au journal homonyme antérieur Novaïa Jizn, publié douze ans plus tôt, d'octobre à décembre 1905 à Saint-Pétersbourg.   

## Histoire
Le journal est publié à Petrograd par le groupe parti social-démocrate-internationaliste (ru) principalement menchevik et par des écrivains réunis autour de la revue Letopis. Le rédacteur en chef du journal est Maxime Gorki, son éditeur est Alexandre Nikolaïevitch Tikhonov. Le premier numéro du journal est sorti le 1er mai 1917. Prenaient part à l'édition du journal des personnalités telles que Maxime Gorki, Nicolas Soukhanov, Boris Avilov (ru), Vladimir Bazarov, Vassili Desnitski (ru), David Daline (en), Anatoli Lounatcharski, Grigori Tsiperovitch (en), Larissa Reisner et beaucoup d'autres.
Selon Nicolas Soukhanov, Novaïa jizn était le journal le plus populaire de Pétrograd.

« La Novaïa jizn a été lue par tout le monde. Principalement les masses populaires. À quelques exceptions près, son tirage égalait celui additionné de tous les journaux de Saint-Pétersbourg… La société russe entendait bien le message de Novaïa jizn. Et plusieurs dizaines si pas des centaines de milliers de lecteurs quotidiens, répartis dans différents partis, <…> ont connu son influence. »

— Nicolas Soukhanov, Écrits sur la révolution Tome III, Moscou, page 21
 En avril-août 1917, Novaïa jizn fait face à une polémique avec des publications de droite ou centristes et surtout avec le journal Retch (ru), qui accuse Maxime Gorki et Novaïa jizn de défaitisme. Le 1er septembre 1917, Novaïa jizn est suspendu pendant une semaine par le gouvernement.
Les bolchévistes critiquaient très activement le journal Novaïaz jizn, surtout après la révolution d'Octobre (la publication la plus emblématique était celle de Maxime Gorki intitulée pensées inopportunes). En ce qui concerne les évènements révolutionnaires, il faut remarquer la publication de Lev Kamenev et Grigori Zinoviev du 18 octobre 1917, dans laquelle ils se prononcent contre l'insurrection à l'opposé des opinions de Vladimir Lénine et de Léon Trotski. Dans la Novaïa jizn, en plus d'articles sur la situation politique et économique, étaient proposés aux lecteurs des feuilletons, des poèmes, des critiques de nouveaux livres, des critiques de productions théâtrales. 
En été 1918, le gouvernement bolchévique ferme les éditions de journaux qui ne sont pas soviétiques et la Novaïa jizn est tombée sous cette vague et sort son dernier numéro le 16 juillet 1918.